# Marek Malík
Marek Malík (Ostrava, 23. lipnja 1975. -), profesionalni igrač hokeja na ledu. Trenutno (veljača 2006.) igra za New York Rangerse, u NHL-u.
U svojoj karijeri u NHL-u je igrao i za Vancouver Canuckse, a prije toga za Carolina Hurricanese (bivši Hartford Whalersi). 
Osvojio je NHL plus/minus nagrada u NHL sezoni 2003/04. skupa s igračem Martinom St. Louisom.  Nakon toga je prešao u New York, potpisavši trogodišnji ugovor s New York Rangersima.
Postao je predmetom navijačkog obožavanja u NHL-u, nakon što je postigao pogodak na utakmici protiv Washington Capitalsa 26. studenog 2005. godine, pucavši iz teškog položaja sa štapom između svojih nogu. Taj potez je proglašen "potezom godine" od strane nekih športskih TV-postaja.

## Vanjske poveznice
- Malíkov profil na hockeydb.com